# Liste der Finanzsenatoren von Hamburg
Dies ist eine Liste der Finanzsenatoren von Hamburg.

## Finanzsenatoren von Hamburg seit 1919
| Name                                             | Amtsantritt                                                     | Senat                                           | Partei    |
| ------------------------------------------------ | --------------------------------------------------------------- | ----------------------------------------------- | --------- |
| Arnold Diestel                                   | (1908)                                                          | Senat 1919–1933                                 | parteilos |
| Carl Cohn                                        | 1924                                                            | Senat 1919–1933                                 | DDP       |
| Walter Matthaei                                  | 1929                                                            | Senat 1919–1933                                 | DDP/DStP  |
| Hans Nieland                                     | 1933                                                            | Senat im Nationalsozialismus                    | NSDAP     |
| Bernhard Velthuysen                              | 1940 15. Mai 1945                                               | Senat im Nationalsozialismus Petersen           | parteilos |
| Hermann Willink                                  | 3. August 1945                                                  | Petersen                                        | parteilos |
| Walter Dudek                                     | 19. Februar 1946 15. November 1946 25. Februar 1950             | Petersen Brauer I Brauer II                     | SPD       |
| Wilhelm Ziegeler                                 | 2. Dezember 1953                                                | Sieveking                                       | DP        |
| Carl-Gisbert Schultze-Schlutius (neben Ziegeler) | 17. März 1954                                                   | Sieveking                                       | DP / CDU  |
| Herbert Weichmann                                | 21. Dezember 1957 1. Januar 1961 13. Dezember 1961 9. Juni 1965 | Brauer III Nevermann I Nevermann II Weichmann I | SPD       |
| Gerhard Brandes                                  | 16. Juni 1965 27. April 1966                                    | Weichmann I Weichmann II                        | SPD       |
| Hans Rau                                         | 22. April 1970 9. Juni 1971                                     | Weichmann III Schulz I                          | FDP       |
| Hans-Joachim Seeler                              | 30. April 1974 12. November 1974                                | Schulz II Klose I                               | SPD       |
| Wilhelm Nölling                                  | 28. Juni 1978 24. Juni 1981                                     | Klose II von Dohnanyi I                         | SPD       |
| Jürgen Steinert                                  | 1. Juli 1982                                                    | von Dohnanyi I                                  | SPD       |
| Jörg König                                       | 2. Februar 1983                                                 | von Dohnanyi II                                 | SPD       |
| Horst Gobrecht                                   | 30. Mai 1984 20. Januar 1987                                    | von Dohnanyi II von Dohnanyi III                | SPD       |
| Elisabeth Kiausch                                | 2. September 1987                                               | von Dohnanyi IV                                 | SPD       |
| Hans-Jürgen Krupp                                | 8. Juni 1988                                                    | Voscherau I                                     | SPD       |
| Wolfgang Curilla                                 | 26. Juni 1991                                                   | Voscherau II                                    | SPD       |
| Ortwin Runde                                     | 15. Dezember 1993                                               | Voscherau III                                   | SPD       |
| Ingrid Nümann-Seidewinkel                        | 12. November 1997                                               | Runde                                           | SPD       |
| Wolfgang Peiner                                  | 31. Oktober 2001 17. März 2004                                  | von Beust I von Beust II                        | CDU       |
| Michael Freytag                                  | 1. Januar 2007 7. Mai 2008                                      | von Beust II von Beust III                      | CDU       |
| Carsten Frigge                                   | 31. März 2010 25. August 2010                                   | von Beust III Ahlhaus                           | CDU       |
| Herlind Gundelach                                | 30. November 2010                                               | Ahlhaus                                         | CDU       |
| Peter Tschentscher                               | 23. März 2011 15. April 2015                                    | Scholz I Scholz II                              | SPD       |
| Andreas Dressel                                  | 28. März 2018 10. Juni 2020 7. Mai 2025                         | Tschentscher I Tschentscher II Tschentscher III | SPD       |